# رافاييل باردو رويدا
رافاييل باردو رويدا (بالإسبانية: Rafael Pardo)‏ هو اقتصادي وسياسي كولومبي، ولد في 26 نوفمبر 1953 في بوغوتا في كولومبيا. حزبياً، نشط في الحزب الليبرالي الكولومبي. وقد انتخب وزير الدفاع ‏ (7 أغسطس 1991 – 7 أغسطس 1994) وانتخب عضو مجلس الشيوخ في كولومبيا.